# The Brady Bunch
The Brady Bunch är en amerikansk komediserie som skapades av Sherwood Schwartz och gick i fem säsonger mellan 1969 och 1974.

## Handling
Arkitekten Mike Brady gifter sig med den unga Carol, som har tre döttrar. Mikes förra fru har dött och de hann få tre söner som Mike fått ta hand om alldeles ensam. Den stora familjen får uppleva många äventyr tillsammans, och hushållerskan Alice Nelson finns alltid där vid behov.

## Om serien
Familjen Bradys hund, Tiger, försvann efter seriens andra säsong. I verkligheten dog hunden efter att ha blivit överkörd av en bil. Hundkojan användes i de återstående säsongerna, eftersom en av lamporna som användes ramlade och brände ett hål i golvet. Hundkojan användes alltså för att dölja skadan. I serien hade flickorna ursprungligen en katt som hette Fluffy, men katten syns bara i pilotavsnittet.
Hela 464 barn sökte roller i serien, men bara sex av dem fick medverka. Greg Brady (spelad av Barry Williams) var det enda av familjen Bradys barn som medverkade i precis vartenda avsnitt av serien.

## Rollista i urval
- Robert Reed - Mike Brady
- Florence Henderson - Carol Brady
- Ann B. Davis - Alice Nelson
- Barry Williams - Greg Brady
- Maureen McCormick - Marcia Brady
- Christopher Knight - Peter Brady
- Eve Plumb - Jan Brady
- Mike Lookinland - Bobby Brady
- Susan Olsen - Cindy Brady